# Arachnura
Arachnura là một chi nhện trong họ Araneidae.

## Các loài
- Arachnura angura Tikader, 1970 – India
- Arachnura feredayi (L. Koch, 1872) – New Zealand
- Arachnura heptotubercula Yin, Hu & Wang, 1983 – China
- Arachnura higginsi (L. Koch, 1872) – Australia
- Arachnura logio Yaginuma, 1956 – China, Korea, Nhật Bản
- Arachnura melanura Simon, 1867 – India to Indonesia (Sulawesi) and Nhật Bản, Papua New Guinea, Australia (Queensland)
- Arachnura perfissa (Thorell, 1895) – Myanmar
- Arachnura pygmaea (Thorell, 1890) – Indonesia (Nias Is.)
- Arachnura quinqueapicata Strand, 1911 – Indonesia (Aru Is.)
- Arachnura scorpionoides Vinson, 1863 (type) – Congo, Ethiopia, Seychelles, Mayotte, Madagascar, Mauritius, Réunion
- Arachnura simoni Berland, 1924 – New Caledonia
- Arachnura spinosa (Saito, 1933) – Taiwan

In synonymy:
- A. longicauda Urquhart, 1885 = Arachnura feredayi (L. Koch, 1872)

## Hình ảnh

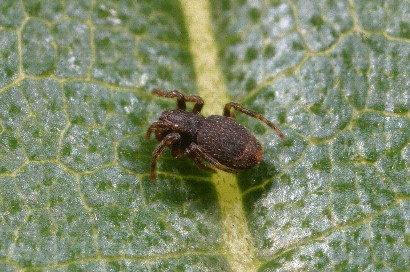